# Josh Sharma
Joshua Henry Sharma, detto Josh (Lexington, 28 settembre 1996), è un cestista statunitense con cittadinanza britannica.

## Palmarès
- British Basketball League: 1

London Lions: 2023-2024